# Петров, Алексей Дмитриевич
Алексе́й Дми́триевич Петро́в (1863 — после 1917) — липецкий уездный предводитель дворянства, член III Государственной думы от Тамбовской губернии.

## Биография
Православный. Потомственный дворянин Тамбовской губернии. Землевладелец Липецкого уезда (1500 десятин).
Среднее образование получил в Тамбовской гимназии, а высшее — на историко-филологическом факультете Московского университета.
По окончании университета в 1886 году десять лет служил учителем истории и географии в Тамбовской женской гимназии. В 1896 году был назначен земским начальником в Липецкий уезд. В последней должности находился до избрания в Государственную думу, замещая с 1900 года уездного предводителя дворянства. Кроме того, избирался гласным Липецкого уездного и Тамбовского губернского земских собраний, а также председателем Липецкой городской думы. Возглавлял Липецкий отдел «Союза русского народа».
В 1907 году был избран в члены III Государственной думы от 2-го съезда городских избирателей Тамбовской губернии. Входил во фракцию октябристов, с 1909 года — в группу правых октябристов. Состоял членом комиссий: по направлению законодательных предположений, по народному образованию и по переселенческому делу. Был известен благодаря резкой критике левых депутатов.
В 1911—1917 годах избирался липецким уездным предводителем дворянства. 
В 1912 году состоял выборщиком в IV Государственную думу от съезда землевладельцев Липецкого уезда, однако был забаллотирован губернским избирательным собранием.
Судьба после 1917 года неизвестна. Был женат.